# Curtiss-Wright X-19
Curtiss-Wright X-19 tovární označení Model 200 bylo americké experimentální letadlo s překlopnými rotory. Spadal do kategorie letadel se schopností vertikálního vzletu a přistání (VTOL). Jednalo se o poslední letadlo vyrobené společností Curtiss-Wright, která jej chtěla původně vyvinout jako komerční projekt obchodního letadla.

## Konstrukce
Konvertoplán byl vybaven čtveřicí vrtulí, které bylo možné překlápět. Vrtule byly navržené společností Curtiss-Wright pro lepší generování radiálního zdvihu. O jejich pohon se starala dvojice turbohřídelových motorů. Původně společnost Curtiss-Wright uvažovala o použití čtveřice wankelových motorů.  Čtveřice vrtulí se nacházela na koncích křídel, která byla uspořádána tandemově na horní části trupu letounu. Letoun byl vybaven spojkou, která umožnila propojit výkon obou motorů, ale nebyla dostatečně dimenzovaná na výkon obou motorů současně. 

## Vývoj
Společnost Curtiss-Wright získala zkušenosti s letadly kategorie VTOL, díky jejich konvertoplánu X-100. Na základě získaných zkušeností pak společnost s návrhem letounu X-200, což měl být civilní letoun určený pro šest cestujících. V době kdy měla společnost Cutiss-Wright rozpracovány dva prototypy z 55 % a 35 % získala společnost další financování projektu díky zakázce Letectva Spojených států amerických v rámci programu  Tri-Service Assault Transport Program. Díky této zakázce mohla společnost Curtiss-Wright pokračovat ve výrobě dvou prototypů konvertoplánu, které dostaly označení X-19. Letectvo požadovalo, aby letoun nesl vystřelovací sedadla, záchranný naviják, fiktivní tankovací sondou.
Existuje tvrzení, že první letový test měl nastat již 23. července 1963, při němž měl konvertoplán předvést schopnost visení ve vzduchu a přechod z režimu visení do letu.
První let proběhl 20. listopadu 1963 v Caldwell.[ujasnit] Po těžkém přistání byl letoun poškozen a musel být opraven. Konvertoplán absolvoval celkem 50 letů při nichž strávil ve vzduchu přibližně 4 hodiny. Během letových testů se ukázalo, že konvertoplán je těžce ovladatelný.
První stroj byl zničen při nehodě 25. srpna 1965, během níž došlo k úspěšnému použití katapultovacích sedaček.  Druhé letadlo nebylo nikdy dokončeno. Po odstranění všech použitelných částí z druhého konvertoplánu byl jeho trup uložen v Aberdeen Proving Grounds. Následně byl přidělen do sbírek leteckého muzea Glenna L. Martina v Marylandu. Od roku 2007 je součástí sbírek Národního muzea Letectva Spojených států amerických.

## Specifikace (X-19)

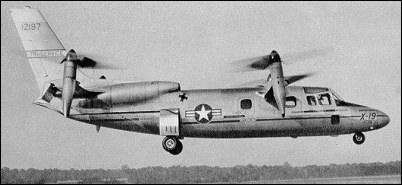
Curtiss-Wright X-19

Údaje z Jane's all the World's Aircraft 1965–66

### Technické údaje
- Posádka: 2
- Kapacita letadla: 4 osoby nebo 2 300 kg (5 100 lb) při klasickém vzletu (CTOL) či  1 770 kg (3 900 lb) při vertikálním vzletu
- Délka: 13,54 m (44,4 ft)
- Rozpětí: 
  - 5,9 m (19 ft) přední křídlo
  - 7,16 m (23,5 ft) zadní křídlo
- Šířka: 10,52 m (34,5 ft) od špičky vrtule k druhé špičce vrtule na zadním křídle
- Výška: 5,188 m (17,02 ft)
- Plocha křídla: 
  - 5,21 m² přední křídlo
  - 9,15 m² zadní křídlo
- Hmotnost prázdného stroje: 4 423 kg (9 751 lb)
- Maximální vzletová hmotnost: 
  - 6 690 kg (14 750 lb) CTOL
  - 6 200 kg (13 700 lb) VTOL
- Zásoba paliva: 2 170 kg (4 780 lb)
- Pohonná jednotka: 2 × turbohřídelové motory Lycoming T55-L-7, každý o výkonu 2 650 hp (1 980 kW)

### Výkony
- Maximální rychlost: 740 km/h (460 mph) ve výšce 6 100 m (20 000 ft)
- Cestovní rychlost: 643,8 km/h (400,0 mph) ve výšce 4 600 m (15 100 ft)
- Dolet:
  - 830 km (520 mi) s nákladem 450 kg (990 lb) (VTOL)
  - 1 182,9 km (735,0 mi) s nákladem 450 kg (990 lb) (CTOL)
- Stoupavost: 20 m/s (3 900 ft/min) na úrovni moře při celkové hmotnosti letadla  6 200 kg (13 700 lb)